# Будин, Константин Захарович
Константин Захарович Будин (18 марта 1909, Надинка, Черниговская губерния — 23 августа 1999, Санкт-Петербург) — советский и российский генетик, растениевод и селекционер растений, академик ВАСХНИЛ (1972-92).

## Биография
Родился в многодетной крестьянской семье. Вскоре после рождения переехал в Воронеж, где в 1926 году поступил в Воронежский сельскохозяйственный институт, который окончил в 1931 году.
В 1931 году сразу же после окончания Воронежского сельскохозяйственного института был избран директором совхоза «Комсомолец», став самым молодым директором в истории советской науки (в возрасте 22—х лет) и проработал вплоть до 1932 года. В 1933 году назначен на должность технического директора совхоза «Суходол» и проработал вплоть до 1934 года.
В 1934 году переехал в Елец, где до 1938 года работал на Воронежской (Елецкой) картофельной опытной станции. С 1938 по 1941 год являлся аспирантом НИИ картофельного хозяйства.
В 1941 году с началом Великой Отечественной войны был призван в армию, воевал.
В 1945 году был демобилизован и вернулся в НИИ картофельного хозяйства, где с 1945 по 1956 работал старшим научным сотрудником, а с 1956 по 1959 год занимал должность заместителя директора по науке.
В 1959 году переехал в Москву, а затем в Ленинград. С 1959 по 1999 год работал в Московском отделении ВИРа, а затем и в основном отделении ВИРа.
Скончался 23 августа 1999 года в Санкт-Петербурге. Похоронен на Казанском кладбище в Царском Селе.

## Научные работы
Основные научные работы посвящены интродукции, генетике, селекции растений и семеноводству. Автор свыше 200 научных работ, 28 книг и брошюр, ряд научных работ опубликовано за рубежом, имеет 6 авторских свидетельств на изобретения.
- Вывел ряд новых сортов картофеля.
- Предложил ряд новых методов селекции картофеля на основе использования дигаплоидов.
- Разрабатывал вопросы межвидовой гибридизации в роде Solanum.

## Сочинения
- Будин К. З., Скибневская Н. Н. Ранние сорта картофеля мировой коллекции ВИР. — М., 1962. — 81 с.
- Будин К. З. Селекция растений в Скандинавских странах. — Л.: Колос, 1979. — 216 с.